# Vicolozano

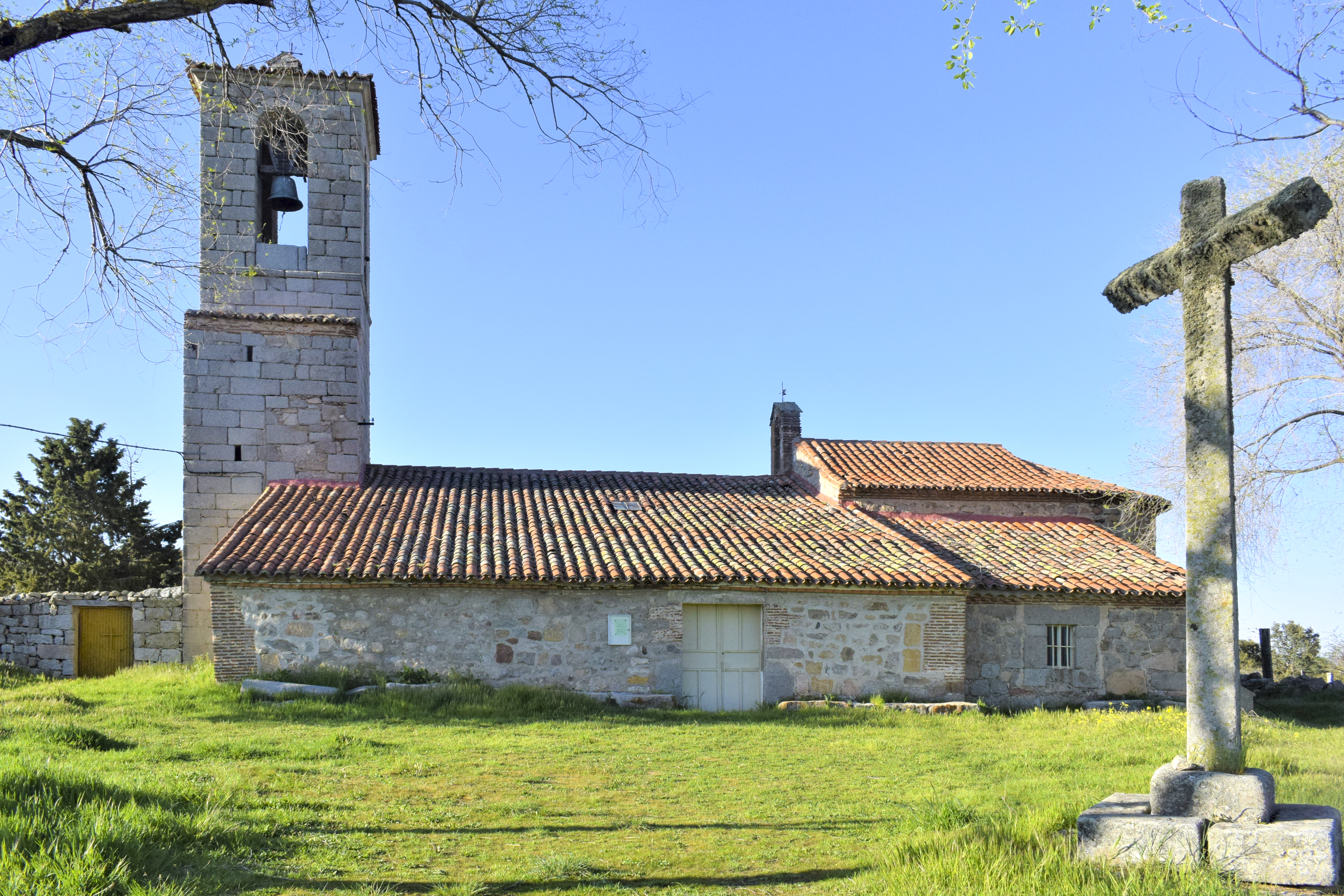
Iglesia románica de Vicolozano

Vicolozano es una localidad española del municipio de Ávila, perteneciente a la provincia de Ávila, en la comunidad autónoma de Castilla y León.

## Geografía
Está situada a unos 5 km de la capital y 1184 m de altitud sobre el nivel del mar. Actualmente es una pedanía de la capital provincial y cuenta con 62 habitantes. Comprende el polígono industrial homónimo, junto a la autopista AP-51 y a la N-110. Dispone de dos restaurantes, hotel y casa rural.

## Historia
Según documentos del Archivo Histórico Provincial, el nombre del pueblo derivaría del desconocido personaje 'Obieco Loçano', certificándose ya su existencia en el primer cuarto del siglo XIV.
A mediados del siglo XIX, el lugar, por entonces con ayuntamiento propio, tenía contabilizada una población de 94 habitantes. Aparece descrito en el decimosexto volumen del Diccionario geográfico-estadístico-histórico de España y sus posesiones de Ultramar de Pascual Madoz de la siguiente manera:

VICOLOZANO: l. con ayunt. en la prov., part. jud. y dióc. de Avila (1 leg.), aud. terr. de Madrid (13), c. g. de Castilla la Vieja (Valladolid 22). sit. á la falda de un pequeño cerro, le combate con mas frecuencia el viento N. y su clima es mediano. Tiene 37 casas de inferior construccion, incluyendo las de sus barrios Brieva y Encinas, y una igl. parr. (Ntra. Sra. del Rosario), aneja de la de Bernuy Salinero, cuyo párroco la sirve. Confina el térm. con los de Urraca Miguel, Tornadizos, Marlin y Cardeñosa, y comprende 1,026 fan. de tierras cultivadas, de las cuales 400 son de primera clase, que destinan á centeno y algarrobas, y 626 de tercera á centeno: es pueblo escaso de aguas. El terreno es de inferior calidad, segun queda demostrado anteriormente. caminos: los locales y de herradura en mal estado: el correo se recibe en la cab. del part. prod.: centeno, algarrobas, algo de hortaliza y pastos: mantiene ganado lanar, y cria caza menor. pobl.: 31 vec., 94 almas. cap. prod.: 438,440. imp.: 17,307 rs. imp.: 750. contr.: 4,546 rs. con 30 mrs.
(Madoz, 1850, p. 23)

El municipio de Vicolozano desapareció en 1976, al ser incorporado junto a los de La Alamedilla del Berrocal, Narrillos de San Leonardo y Aldea del Rey Niño al término municipal de Ávila.

## Demografía
| Gráfica de evolución demográfica de Vicolozano entre 1842 y 1970 |
| |
| Población de derecho según los censos de población del INE. Población de hecho según los censos de población del INE.Entre el censo de 1981 y el anterior, este municipio desaparece porque se integra en el municipio Ávila. |

| Gráfica de evolución demográfica de Vicolozano entre 2000 y 2023   |
|                                                                    |
| Población de derecho (2000-2020) según el padrón municipal del INE |

## Transporte
| Línea    | Itinerario de las líneas urbanas de autobús en Ávila |  |
| Línea 10 | Vicolozano-Brieva-San Vicente                        |  |

## Fiestas
Las fiestas locales se celebran durante la segunda semana de agosto, y de manera simultánea con las de Brieva. En el pasado se celebraban durante la primera semana de septiembre.